# Leichtathletik-Weltmeisterschaften der Behinderten 2019/Teilnehmer (Österreich)
| stlisierte Goldmedaille | stlisierte Silbermedaille | stlisierte Bronzemedaille |
| ----------------------- | ------------------------- | ------------------------- |
| —                       | —                         | —                         |

Das Österreichische Paralympische Committee (ÖPC) benannte vier Sportler und eine Sportlerin zur Teilnahme an den Leichtathletik-Weltmeisterschaften der Behinderten 2019, der Medaillenaspirant Thomas Geierspichler musste jedoch verletzungsbedingt kurzfristig absagen.

## Ergebnisse

### Frauen
| Athletinnen   | Wettbewerb      | Vorlauf / Vorkampf | Vorlauf / Vorkampf | Halbfinale   | Halbfinale | Finale       | Finale |
| Athletinnen   | Wettbewerb      | Zeit / Weite       | Rang               | Zeit / Weite | Rang       | Zeit / Weite | Rang   |
| ------------- | --------------- | ------------------ | ------------------ | ------------ | ---------- | ------------ | ------ |
| Natalija Eder | Kugelstoßen F12 | –                  | –                  | –            | –          | 11,39 m PB   | 6      |
| Natalija Eder | Diskuswurf F13  | –                  | –                  | –            | –          | 37,65 m SB   | 4      |

### Männer
| Athleten              | Wettbewerb               | Vorlauf / Vorkampf | Vorlauf / Vorkampf | Halbfinale   | Halbfinale | Finale             | Finale |
| Athleten              | Wettbewerb               | Zeit / Weite       | Rang               | Zeit / Weite | Rang       | Zeit / Weite       | Rang   |
| --------------------- | ------------------------ | ------------------ | ------------------ | ------------ | ---------- | ------------------ | ------ |
| Alexander Pototschnig | 100 m T47                | 11,99 s            | 22                 | –            | –          | nicht qualifiziert | 22     |
| Alexander Pototschnig | 400 m T47                | 54,74 s            | 12                 | –            | –          | nicht qualifiziert | 12     |
| Ludwig Malter         | 1500 m Rennrollstuhl T54 | 3:16,96 min        | 21                 | –            | –          | nicht qualifiziert | 21     |
| Bil Marinkovic        | Diskuswurf F11           | –                  | –                  | –            | –          | 35,11 m            | 6      |